# Euthyone alba
Euthyone alba là một loài bướm đêm thuộc phân họ Arctiinae, họ Erebidae.